# Meitei som klassiskt språk
Att erkänna meitei som klassiskt språk i Indien har blivit en folkrörelse och förespråkas av olika litterära, politiska och sociala föreningar och organisationer samt enskilda personer i Bangladesh, Myanmar och nordöstra Indien (främst Assam, Manipur och Tripura).
Chungkham Yashawanta vid Manipurs universitet anser att erkännandet kräver akademiskt arbete mellan lingvister, historiker, arkeologer, antropologer och litteraturvetare. Moirangthem Nara, före detta minister för konst och kultur i Manipur, anser att det krävs demonstrationer för att erkänna meitei som ett klassiskt språk i Inden.